# دیک کویت
دیک کَـویت (انگلیسی: Dick Cavett؛ ‏ تلفظ نام‌خانوادگی: ‎/ˈkævɪt/‎؛ زادهٔ ۱۹ نوامبر ۱۹۳۶) مجری برنامه‌های گفتگوی تلویزیونی و کمدین اهل ایالات متحده آمریکا است. وی از سال ۱۹۵۹ میلادی تاکنون مشغول فعالیت بوده‌است.
از فیلم‌ها یا برنامه‌های تلویزیونی که وی در آن نقش داشته‌است، می‌توان به پخش زنده شنبه شب، چیرز، داستان‌های شگفت‌انگیز، دنیایی دیگر، سیمپسون‌ها، فارست گامپ، سال اسلحه، در حد مرگ کسل‌شده، آنی هال، بیتل‌جوس، استادهای آمریکایی، د لیت شو ویت استیون کلبر، دختر سخن‌چین، فرکانس، ثروتمند و مشهور، سیمون، آپولو ۱۳، کابوس در خیابان الم ۳: جنگجویان رؤیا و سلامت اشاره کرد.
وی همچنین برندهٔ جوایزی همچون جوایز امی ساعات پربیننده شده‌است.